# Élections régionales de 2017 en Rhénanie-du-Nord-Westphalie
Les élections régionales de 2017 en Rhénanie-du-Nord-Westphalie (en allemand : Landtagswahl in Nordrhein-Westfalen 2017) se tiennent le 14 mai 2017, afin d'élire les 181 députés de la dix-septième législature du Landtag, pour un mandat de cinq ans. Du fait des résultats et en application de la loi électorale, 199 députés ont été élus.

## Contexte
Le 14 mars 2012, après avoir échoué à faire adopter son projet de loi de finances, le premier cabinet de coalition rouge-verte minoritaire de la ministre-présidente sociale-démocrate Hannelore Kraft prononce la dissolution du Landtag et convoque des élections anticipées.
Au cours des élections régionales du 13 mai suivant, le Parti social-démocrate d'Allemagne (SPD) retrouve son statut de première force politique du Land avec 39,1 % des suffrages exprimés et 99 députés sur 237. L'Union chrétienne-démocrate d'Allemagne (CDU), premier parti au Landtag depuis 2005, atteint un score historiquement bas de 26,3 % des voix et 67 sièges, ce qui conduit son chef de file Norbert Röttgen à être limogé neuf jours plus tard du gouvernement fédéral. Toujours troisième, l'Alliance 90 / Les Verts (Grünen) reste stable à 11,3 % et 29 élus, devançant le Parti libéral-démocrate (FDP), qui se rétablit à 8,9 % des suffrages, soit 22 parlementaires. Enfin, le Parti des pirates (Piraten) accède au parlement du Land en totalisant 7,8 % des voix et 20 députés. À l'inverse, Die Linke en est exclue avec 2,5 %, après deux ans de soutien sans participation au cabinet Kraft I.
Il faut à peine cinq semaines au SPD et aux Grünen pour assurer le maintien de leur alliance, forte d'une majorité absolue de 128 sièges. Le 20 juin, Kraft est investie pour un second mandat et forme alors son second gouvernement.
Le rapport de force évolue avec les élections fédérales du 22 septembre 2013. La CDU s'impose en effet avec 39,8 % des suffrages exprimés, devant le SPD qui en rassemble 31,9 %. Les Grünen sont toujours troisième et réunissent 8 % des voix. Ils sont suivis de Die Linke, qui atteint 6,1 %, et du FDP, qui totalise 5,2 %. Avec 2,2 % des bulletins de vote, les Piraten sont largement distancés.
Au cours des élections européennes du 25 mai 2014, les chrétiens-démocrates confirment de justesse leur position de première force politique de Rhénanie-du-Nord-Westphalie avec 35,6 % des suffrages, contre 33,8 % aux sociaux-démocrates. Les écologistes restent troisièmes en accumulant 10,1 % des voix, tandis que le parti populiste Alternative pour l'Allemagne (AfD) s'installe en quatrième place avec 5,4 %. Comptant 4,7 % des bulletins, la gauche radicale le suit et devance ainsi les libéraux, qui se contentent de 4 %. Les pirates continuent eux leur chute avec seulement 1,4 % des exprimés en leur faveur.

## Mode de scrutin
Le Landtag est constitué de 181 députés (en allemand : Mitglied des Landtags, MdL), élus pour une législature de cinq ans au suffrage universel direct et suivant le scrutin proportionnel de Sainte-Laguë.
Chaque électeur dispose de deux voix : la première lui permet de voter pour un candidat de sa circonscription, selon les modalités du scrutin uninominal majoritaire à un tour, le Land comptant un total de 128 circonscriptions ; la seconde voix lui permet de voter en faveur d'une liste de candidats présentée par un parti au niveau du Land.
Lors du dépouillement, l'intégralité des 181 sièges est répartie en fonction des secondes voix récoltées, à condition qu'un parti ait remporté 5 % des voix au niveau du Land. Si un parti a remporté des mandats au scrutin uninominal, ses sièges sont d'abord pourvus par ceux-ci.
Dans le cas où un parti obtient plus de mandats au scrutin uninominal que la proportionnelle ne lui en attribue, la taille du Landtag est augmentée jusqu'à rétablir la proportionnalité. Ainsi, lors des élections de 2012, le SPD a remporté 99 circonscriptions mais son score lui accordait seulement 71 députés, donc la taille du Landtag a augmenté de 56 sièges au total.

## Campagne

### Principaux partis
| Parti | Parti                                                                              | Chef de file                                 | Résultat en 2012           |
| ----- | ---------------------------------------------------------------------------------- | -------------------------------------------- | -------------------------- |
|       | Parti social-démocrate d'Allemagne Sozialdemokratische Partei Deutschlands         | Hannelore Kraft (Ministre-présidente)        | 39,1 % des voix 99 députés |
|       | Union chrétienne-démocrate d'Allemagne Christlich Demokratische Union Deutschlands | Armin Laschet                                | 26,3 % des voix 67 députés |
|       | Alliance 90 / Les Verts Bündnis 90/Die Grünen                                      | Sylvia Löhrmann (Ministre de l'Éducation)    | 11,3 % des voix 29 députés |
|       | Parti libéral-démocrate Freie Demokratische Partei                                 | Christian Lindner (Président fédéral du FDP) | 8,6 % des voix 22 députés  |
|       | Parti des pirates d'Allemagne Piratenpartei Deutschland                            | Patrick Breyer                               | 7,8 % des voix 20 députés  |
|       | Alternative pour l'Allemagne Alternative für Deutschland                           | Marcus Pretzell                              | Absent                     |

### Sondages
| Institut        | Date       | SPD  | CDU  | Verts | FDP    | Pirates | Linke | AfD   |
| --------------- | ---------- | ---- | ---- | ----- | ------ | ------- | ----- | ----- |
| Institut        | Date       |      |      |       |        |         |       |       |
| FgW             | 11/05/2017 | 31 % | 32 % | 6,5 % | 13,5 % | –       | 6 %   | 6,5 % |
| YouGov          | 11/05/2017 | 30 % | 31 % | 7 %   | 9 %    | 2 %     | 8 %   | 9 %   |
| INSA            | 09/05/2017 | 33 % | 32 % | 7 %   | 13 %   | –       | 5 %   | 7 %   |
| FgW             | 05/05/2017 | 32 % | 32 % | 7,5 % | 12 %   | –       | 6 %   | 6 %   |
| Infratest dimap | 04/05/2017 | 32 % | 31 % | 7 %   | 13 %   | –       | 5 %   | 8 %   |
| Forsa           | 28/04/2017 | 35 % | 29 % | 6 %   | 12 %   | –       | 6 %   | 7 %   |
| YouGov          | 25/04/2017 | 36 % | 27 % | 6 %   | 7 %    | –       | 8 %   | 11 %  |
| Infratest dimap | 23/04/2017 | 34 % | 34 % | 6 %   | 10 %   | –       | 5 %   | 8 %   |
| INSA            | 11/04/2017 | 37 % | 28 % | 6 %   | 10 %   | –       | 5 %   | 10 %  |
| Infratest dimap | 19/03/2017 | 37 % | 30 % | 6 %   | 9 %    | –       | 5 %   | 9 %   |
| Forsa           | 15/03/2017 | 40 % | 26 % | 6 %   | 11 %   | –       | 5 %   | 7 %   |
| INSA            | 05/03/2016 | 38 % | 27 % | 7 %   | 10 %   | –       | 4 %   | 11 %  |
| Infratest dimap | 19/02/2017 | 37 % | 30 % | 7 %   | 7 %    | –       | 6 %   | 10 %  |
| FgW             | 10/02/2017 | 36 % | 32 % | 7 %   | 8 %    | –       | 5 %   | 9 %   |
| YouGov          | 27/01/2017 | 31 % | 31 % | 11 %  | 7 %    | 1 %     | 5 %   | 12 %  |
| Emnid           | 21/01/2017 | 32 % | 30 % | 10 %  | 8 %    | –       | 7 %   | 10 %  |
| Infratest dimap | 30/10/2016 | 32 % | 32 % | 12 %  | 7 %    | –       | 5 %   | 9 %   |

## Résultats

### Voix et sièges
|                          | Union chrétienne-démocrate d'Allemagne (CDU) | Union chrétienne-démocrate d'Allemagne (CDU) | 3 242 495  | 38,35 | 72         | 43            | 2 797 084 | 32,96 | 0  | 72  | 5             |  |  |  |  |
|                          | Parti social-démocrate d'Allemagne (SPD)     | Parti social-démocrate d'Allemagne (SPD)     | 2 919 613  | 34,53 | 56         | 43            | 2 649 513 | 31,22 | 13 | 69  | 30            |  |  |  |  |
|                          | Parti libéral-démocrate (FDP)                | Parti libéral-démocrate (FDP)                | 723 866    | 8,56  | 0          | en stagnation | 1 065 209 | 12,55 | 28 | 28  | 6             |  |  |  |  |
|                          | Alternative pour l'Allemagne (AfD)           | Alternative pour l'Allemagne (AfD)           | 460 450    | 5,45  | 0          | Nv.           | 624 552   | 7,36  | 16 | 16  | 16            |  |  |  |  |
|                          | Alliance 90 / Les Verts (Grünen)             | Alliance 90 / Les Verts (Grünen)             | 509 648    | 6,03  | 0          | en stagnation | 539 059   | 6,35  | 14 | 14  | 15            |  |  |  |  |
|                          | Die Linke (Linke)                            | Die Linke (Linke)                            | 414 496    | 4,9   | 0          | en stagnation | 415 808   | 4,9   | 0  | 0   | en stagnation |  |  |  |  |
|                          | Parti des pirates (Piraten)                  | Parti des pirates (Piraten)                  | 118 896    | 1,41  | 0          | en stagnation | 80 939    | 0,95  | 0  | 0   | 20            |  |  |  |  |
|                          | Autres                                       | Autres                                       | 66 467     | 0,79  | 0          | en stagnation | 315 209   | 3,71  | 0  | 0   | en stagnation |  |  |  |  |
|                          |                                              |                                              |            |       |            |               |           |       |    |     |               |  |  |  |  |
| Votes valides            | Votes valides                                | Votes valides                                | 8 455 931  | 98,56 |            |               | 8 487 373 | 98,93 |    |     |               |  |  |  |  |
| Votes blancs et nuls     | Votes blancs et nuls                         | Votes blancs et nuls                         | 123 111    | 1,44  | 91 669     | 1,07          |           |       |    |     |               |  |  |  |  |
| Total                    | Total                                        | Total                                        | 8 579 042  | 100   | 128        | -             | 8 579 042 | 100   | 71 | 199 | 38            |  |  |  |  |
| Abstentions              | Abstentions                                  | Abstentions                                  | 4 585 790  | 34,83 |            |               | 4 585 790 | 34,83 |    |     |               |  |  |  |  |
| Inscrits / participation | Inscrits / participation                     | Inscrits / participation                     | 13 164 832 | 65,17 | 13 164 832 | 65,17         |           |       |    |     |               |  |  |  |  |

### Conséquences
Le soir du scrutin, Hannelore Kraft du SPD indique qu'elle démissionne de la présidence régionale et de sa vice-présidence fédérale du parti. À peine cinq jours après, Armin Laschet de la CDU et Christian Lindner du FDP s'accordent pour entreprendre des négociations pour constituer une alliance majoritaire. Leurs discussions s'axent principalement sur l'éducation, l'économie et la sécurité publique.
Les deux partis annoncent le 13 juin être parvenus à un accord de coalition qui permet l'investiture de Laschet et de son gouvernement par le Landtag un mois plus tard. C'est la première fois depuis 2009 qu'une coalition noire-jaune est formée à un niveau gouvernemental.

## Analyse sociologique
| Catégorie                      | CDU  | SPD  | FDP  | AfD  | Grünen | Linke | Piraten |
| ------------------------------ | ---- | ---- | ---- | ---- | ------ | ----- | ------- |
| Catégorie                      |      |      |      |      |        |       |         |
| Sexe                           |      |      |      |      |        |       |         |
| Hommes                         | 32 % | 30 % | 14 % | 9 %  | 5 %    | 5 %   | 1 %     |
| Femmes                         | 33 % | 33 % | 12 % | 6 %  | 8 %    | 5 %   | 1 %     |
| Âge                            |      |      |      |      |        |       |         |
| Moins de 30 ans                | 23 % | 27 % | 13 % | 8 %  | 10 %   | 7 %   | 3 %     |
| 30-44 ans                      | 31 % | 26 % | 14 % | 9 %  | 8 %    | 6 %   | 2 %     |
| 45-59 ans                      | 31 % | 32 % | 12 % | 9 %  | 8 %    | 5 %   | 1 %     |
| Plus de 60 ans                 | 40 % | 36 % | 13 % | 4 %  | 3 %    | 3 %   | 0 %     |
| Statut                         |      |      |      |      |        |       |         |
| Ouvrier                        | 27 % | 38 % | 8 %  | 11 % | 5 %    | 6 %   | 1 %     |
| Employé                        | 32 % | 33 % | 13 % | 6 %  | 7 %    | 5 %   | 1 %     |
| Fonctionnaire                  | 42 % | 27 % | 12 % | 6 %  | 7 %    | 4 %   | 1 %     |
| Indépendant                    | 39 % | 17 % | 22 % | 7 %  | 8 %    | 5 %   | 1 %     |
| Études                         |      |      |      |      |        |       |         |
| Hauptschulabschluss            | 35 % | 41 % | 11 % | 7 %  | 2 %    | 3 %   | 0 %     |
| Mittlere Reife                 | 34 % | 32 % | 11 % | 10 % | 4 %    | 5 %   | 1 %     |
| Abitur (baccalauréat)          | 31 % | 26 % | 14 % | 8 %  | 8 %    | 6 %   | 1 %     |
| Hochschulabschluss (supérieur) | 32 % | 27 % | 17 % | 4 %  | 10 %   | 6 %   | 1 %     |